# Scarus chinensis
Scarus chinensis és una espècie de peix de la família dels escàrids i de l'ordre dels cipriniformes que es troba a la Xina.